# Victoria (Tarlac)
Victoria (Bayan ng Victoria) är en kommun i Filippinerna. Kommunen ligger på ön Luzon, och tillhör provinsen Tarlac. Folkmängden uppgår till 50 930 invånare.

## Barangayer
Victoria är indelat i 26 barangayer.
| - Baculong - Balayang - Balbaloto - Bangar - Bantog - Batangbatang - Bulo - Cabuluan - Calibungan - Canarem - Cruz - Lalapac - Maluid | - Mangolago - Masalasa - Palacpalac - San Agustin - San Andres - San Fernando (Pob.) - San Francisco - San Gavino (Pob.) - San Jacinto - San Nicolas (Pob.) - San Vicente - Santa Barbara - Santa Lucia (Pob.) |